# Vicar
Vicar (Víctor José Arriagada Ríos, Santiago, 16 de abril de 1934 - ibídem, 3 de enero de 2012) fue un historietista chileno. Es considerado uno de los más importantes ilustradores chilenos del siglo XX.

## Biografía
Paralelo a sus estudios de arte en la Universidad Técnica del Estado, Arriagada comenzó su carrera en los años 1950 en el suplemento Mampato, del diario El Mercurio. También ilustró las revistas Barrabases, El Pingüino y  Topaze, donde creó a los primeros de sus emblemáticos personajes, el ciego Quevedo y a Paleta, inspirado en el presidente Jorge Alessandri. En esa época, trabajó en la editorial Zig-Zag con Themo Lobos, Lukas y su amigo y compañero de universidad Jimmy Scott.
Se radicó en España en 1960, donde participó del filme animado español El mago de los sueños (1966). También en ese país trabajó para las agencias Bardon Art y Selecciones Ilustradas. Mientras trabajaba en Barcelona, la editorial danesa Gutemberghus le ofreció dibujar al Pato Donald para el mercado escandinavo, donde goza de gran popularidad. Gracias a ello, se convirtió en una celebridad en esos países y el propio Carl Barks, dibujante creador del personaje de The Walt Disney Company, reconoció que Vicar dibujaba mejor que él. La posición de Vicar en el área de cómics de Disney creció con los años; pronto contó con un estudio propio y varios dibujantes y entintadores trabajando para él. Sin embargo, Vicar sólo escribió una de sus historias por sí mismo, A Lucky Duck ("Un pato con suerte"), en 1997. Vicar y su equipo producían hasta 200 páginas por año.
Su personaje más popular en Chile fue el Huaso Ramón, un pícaro campesino chileno conocido por su popular forma de hablar. Primero se editó en una de las revistas de Guido Vallejos y luego, en los años 1980, protagonizó las páginas del suplemento de historietas del diario La Tercera. En 2007, fue invitado a participar en un libro-homenaje a Albert Uderzo, creador de Astérix el Galo, ocasión en que Vicar creó una historieta donde Donald viajaba a la época de los galos gracias a una máquina del tiempo de Girosintornillos. En agosto de 2011, la Corporación Cultural de Las Condes realizó una retrospectiva sobre su obra, titulada Vicar, una vida a lápiz. 1957—2011, la que reunió un centenar de dibujos.
En abril de 2011 se le diagnosticó leucemia; tras una larga lucha contra la enfermedad, Vicar finalmente falleció el 3 de enero de 2012 en Santiago de Chile.